# Aborto en Cuba
El aborto en Cuba es libre y legal desde 1961 y se puede realizar en el Sistema Nacional de Salud desde 1965.
En América Latina está legalizada el aborto libre en Cuba, México, Argentina, Colombia, Uruguay, Guyana, Guyana Francesa y Puerto Rico.

## Derecho y libertad de abortar

### Legislación de 1961 y 1965
En 2014, el Doctor Sosa Marín, de la Comisión Nacional para la Planificación Familiar ha declarado "el derecho a abortar es el derecho de las mujeres y sus parejas".
En 2009, se reportaron 84724 abortos en Cuba. El aborto se despenalizó en 1961 y se empezaron a realizar las interrupciones voluntarias del embarazo dentro del sistema de salud pública en 1965.

### Legislación de 1936
Desde 1936 se podía abortar en caso de violación, sin embargo, la interrupción voluntaria estaba prohibida y penalizada. Dos años después de la revolución cubana se retiró la prohibición y desde entonces se realizan abortos en la isla dentro del marco del sistema de salud.